# 瓦尤語
瓦尤語（瓦尤語：Wayuunaiki，[waˈjuːnaiki]）又稱為瓜希羅語（Guajiro）是一種阿拉瓦坎語言，约有40萬人使用，使用者主要为分布在委內瑞拉西北部、哥倫比亞東北部瓜希拉半島以及居住於馬拉開波湖周圍的瓦尤人原住民。

## 名稱
瓦尤語（wayuunaiki）的名稱來源于（人類/人民），後綴則來自（「字」或「言語」），字面意思为「人們的言語」。

## 音系
|    | 前 | 中央 | 後 |
| -- | -- | ---- | -- |
| 閉 | i  | ɨ    | u  |
| 中 | ɛ  |      | ɔ  |
| 開 |    | a    |    |

|        | 唇音 | 齒齦音 | 硬顎音 | 軟顎音 | 聲門音 |
| ------ | ---- | ------ | ------ | ------ | ------ |
| 鼻音   | m    | n      |        |        |        |
| 爆破音 | p    | t̪      | t͡ʃ     | k      | ʔ      |
| 擦音   |      | s      | ʃ      |        | h      |
| 閃音   |      | ɺ      |        |        |        |
| 顫音   |      | r      |        |        |        |
| 半元音 | w    |        | j      |        |        |

## 詞彙範例
以下是一些瓦尤語的使用案例。
- (Anasü) watta'a maat/lü 「早安」
- (Anasü) Aliika 「下午好」
- (Anasü) Aipa'a 「晚安」
- Jamaya pia?「你好嗎（單數）？」
- Jamaya jia/jaya?「你好嗎（複數）？」
- Atpanaa「兔子」
- Alama「草」
- Amüchi 「黏土罐」
- Anayaawatsü saa'u 「謝謝」
- Pümayaa 「快點」
- Kasaichi pünülia? 「你叫什麼名字？」
- Aishi ma'i pia tapüla「我很愛你（對男性）」
- Aisü ma'i pia tapüla「我很愛妳（對女性）」

## 近況
卡穆蘇奇沃民族教育中心（西班牙語：Centro Etnoeducativo Kamusuchiwoꞌu）為促進瓦尤人和其他哥倫比亞人的雙語教育曾提出要編纂第一本瓦尤語-西班牙語詞典的提議。
2011年12月，經過技術專業人士和語言學家團隊歷時三年的開發，第一本瓦尤語技術術語詞典面世。

## 外部連結
- 维基共享资源上的相關多媒體資源：瓦尤語
- WayuuTribe.com - 關於瓦尤人和瓦尤藝術 （页面存档备份，存于）
- 瓦尤語簡介
- 西班牙語-瓦尤語字典 （页面存档备份，存于）